# 六苞楼梯草
六苞楼梯草（学名：Elatostema mabienense var. sexbracteatum）为荨麻科楼梯草属下的一个变种。

## 扩展阅读
- 維基物種上的相關：六苞楼梯草